# 梅菲爾德 (紐約州村)
梅菲爾德（英語：Mayfield）是位於美國紐約州富爾頓縣的村。

## 人口
根據2020年美國人口普查的數據，梅菲爾德的面積為3.07平方千米，當中陸地面積為2.61平方千米，而水域面積為0.47平方千米。當地共有人口780人，而人口密度為每平方千米254人。